# 烏悠勒
烏悠勒（阿美語：Ojol/Owih/Oyol），是台灣阿美族神話的神祇之一，也是創造河中貝類的神。

## 身世與形象
烏悠勒是神族系譜中的第八代神明，他的父親是霧之神馬西里（Masriu）、母親是雲女神瑪芙喀（Maavok），家族可以追溯到第三代的茲洛姆和菈嘎勞。傳說中他有著相當長的陰莖。

## 神話
烏悠勒在黃金年代期間跟人類一起住在凡間，他生性好色，某一天，他趁著三位外出工作的婦女在河裡洗澡時，從下游的水中將陰莖伸往上游，插進其中一個名叫烏尤（Oyo）的婦女的兩腿之間，等到那名婦女洗完從水裡出來時，她的肚子就變大了（懷上烏悠勒的孩子），烏尤回到家後，家人都覺得很奇怪，因此隔天召開部落會議詢問部落裡的各個長老，其中一個立刻指出那是烏悠勒做的好事，並且於隔天派出兩組青年，一組去拿帶刺的植物、另一組則直接去抓烏悠勒。
發現事情敗露的烏悠勒想要逃跑，但他的陰莖太長拖在後面，青年們因此拿植物打他的陰莖，讓陰莖上扎滿了刺，後來烏悠勒的家人幫他把刺拔下來，拔了三天都拔不完，只能找整個部落的人來拔，而各種植物的拔下來的刺丟入水中後，個別變成了不同的貝類，但還是拔不完，烏悠勒一氣之下將陽具切成好幾段丟到水中，變成了鱔魚（Tova），因此鱔魚沒有卵。

## 類似傳說
魯凱族傳說中的巨陰人伯拉，其外表跟經歷與烏悠勒頗為相似。